# 野村得之
野村 得之（のむら とくひさ、1960年（昭和35年）12月16日 - ）は、日本の自動車技術者、実業家。愛三工業代表取締役社長、中部実業団陸上競技連盟会長。

## 人物・経歴
兵庫県出身。1985年豊橋技術科学大学大学院工学研究科修了、トヨタ自動車入社。電子制御技術を担当し、2003年には車両電子設計部第2車両電子設計室長に就任。2008年車両電子設計部長。2009年第1電子開発部長。2013年常務理事電子技術領域長。2017年愛三工業代表取締役副社長。2018年から愛三工業代表取締役社長を務め、2019年にはバリューチェーン本部を新設。新規領域への投資などを進めた。2024年中部実業団陸上競技連盟会長。